# 洛根鎮區 (阿肯色州巴克斯特縣)
洛根鎮區（英語：Logan Township）是位於美國阿肯色州巴克斯特縣的一個行政鎮區。

## 地方資料
洛根鎮區的面積為106.16平方千米，當中陸地面積為105.92平方千米，而水域面積為0.24平方千米。根據2010年美國人口普查的數據，當地共有人口1566人，而人口密度為每平方千米14.75人。